# Le Mystère du vieux manoir
Le Mystère du vieux manoir (titre original : The Rockingdown mystery) est un roman pour la jeunesse d'Enid Blyton.
Publié en 1949 au Royaume-Uni et appartenant à la collection originale en anglais Barney Mysteries, il a été publié en France dix ans plus tard, en 1959.

## Personnages
- Les jeunes enquêteurs
  - « Toufou » (Éric)
  - Sylvain
  - Roger Verdier
  - Nelly Verdier

- Autres personnages
  - Mlle Dupoivre
  - M. Guérin

- Animaux
  - Crac, l'épagneul de Toufou
  - Virginie, la guenon de Sylvain

## Résumé
Durant l'été, les quatre enfants ont un précepteur chargé de parfaire leur éducation, M. Guérin. Toufou se montre désagréable à son égard et lui joue des tours. Quelque temps après, des bruits étranges sont entendus dans un vieux manoir abandonné. Les enfants prennent M. Guérin en filature et découvrent qu'il se rend, la nuit, au vieux manoir. 
Le mystère réside dans des souterrains qui passent sous le vieux manoir, le long desquels court le lit d'une rivière, la Veulette. 